# Сочинское
Сочи́нское (каз. Сочинское) — село в Атбасарском районе Акмолинской области Казахстана. Административный центр Шункыркольского сельского округа. Код КАТО — 113861100.

## География
Село расположено водоёма «Сарыкемпир», в южной части района, на расстоянии примерно 90 километров (по прямой) к югу от административного центра района — города Атбасар. 
Абсолютная высота — 303 метров над уровнем моря. 
Климат холодно-умеренный, с условно хорошей влажностью. Среднегодовая температура воздуха положительная и составляет около +4,5°С. Среднемесячная температура воздуха в июле достигает +21,3°С. Среднемесячная температура января составляет около -14,4°С. Среднегодовое количество осадков составляет около 360 мм. Основная часть осадков выпадает в период с июня по июль. 
Ближайшие населённые пункты: село Сепе — на северо-востоке. 

## Население
В 1989 году население села составляло 1330 человек (из них казахи — 23 %, русские — 21 %, украинцы — 20 %).
В 1999 году население села составляло 1134 человека (559 мужчин и 575 женщин). По данным переписи 2009 года, в селе проживало 880 человек (431 мужчина и 449 женщин).
| Численность населения | Численность населения | Численность населения |
| 1989                  | 1999                  | 2009                  |
| --------------------- | --------------------- | --------------------- |
| 1330                  | ↘1134                 | ↘880                  |

## Улицы
- ул. Бейбитшилик,
- ул. Гагарина,
- ул. Достык,
- ул. Енбек,
- ул. Жастар,
- ул. Сарыарка,
- ул. Тауелсиздик,
- ул. Целинная,
- ул. Элеваторная.